# Landes de Lanvaux

Landes de Lanvaux

Die Landes de Lanvaux sind eine Hügellandschaft im französischen Département Morbihan auf der bretonischen Halbinsel in Frankreich.
Sie erstrecken sich nördlich von Vannes in west-östlicher Richtung. Sie beginnen etwa bei Baud und ziehen sich als ungefähr zehn Kilometer breiter Streifen bis zur Ostgrenze des Morbihan bei la Gacilly, nördlich von Redon.
Wichtige Orte in den Landes sind Brandivy, Camors, Colpo mit den Dolmen von Min Goh Ru, Trédion mit der Loge-au-Loup (Wolfsbau) und Rochefort-en-Terre mit dem Parc de Préhistoire de Bretagne (mit Saurierkopien) bei Malansac oder dem Dolmen von Kermorvan (Moustoir-Ac).

## Geschichte
Die Landes waren Schauplatz der von Georges Cadoudal geführten bretonischen Aufstandes der Chouannerie. Saint-Marcel wurde im Zweiten Weltkrieg zur Hochburg des bretonischen Widerstands. Wenige Stunden vor der Invasion der Normandie im Jahre 1944 wurden zwei Gruppen Fallschirmspringer in der Heide abgesetzt. Nach der Schlacht von Saint Marcel sind einige unter ihnen auf umliegenden Höfen versteckt worden.